# Герб Козелецького району
Герб Козеле́цького райо́ну — символ самоврядування Козелецького району Чернігівської області, що затверджений сесією Козелецької районної ради від 29 серпня 2009 року.
Автор — А. Ґречило.

## Опис герба
Гербовий щит заокруглений. У щиті, розтятому тричі на синє, червоне, синє та червоне поля, срібна дзвіниця з золотим куполом, над нею — 2 золоті квітки козельця.
Щитотримачі: козак з золотою булавою в руці та давньоруський воїн в обладунках, зі щитом. Щит увінчано золотою районною короною, під щитом йде синя стрічка із золотим написом «Козелецький район».
Сині смуги означають річки Дніпро та Десну, які протікають по території району. Червоні поля відображають славні козацькі традиції краю, а дзвіниця собору Різдва підкреслює високу духовність мешканців регіону. Квітка козельця є асоціативним символом, що вказує на назву району. Давньоруський воїн свідчить про заселення регіону ще за часів Київської Русі та існування тут укріплених міст Остра, Моровійська та Лутави; козак з булавою вказує, що Козелеччина була батьківщиною гетьмана Кирила Розумовського.